# Acassuso (Buenos Aires)
Acassuso és una localitat situada al Gran Buenos Aires, província de Buenos Aires, Argentina, al Partido de San Isidro, a 21 km al nord de la Ciutat de Buenos Aires.
Amb 2,5 km², és la localitat més petita de les sis que componen el partido de San Isidro, província de Buenos Aires. Es remunta originalment a les 'sorts' Núm. 52, 53 i 54 adjudicades per Juan de Garay a Ambrosio Acosta, Rodrigo Gómez de Saravia i Pablo Simbrón, encara que de la llegua originalment atorgada, Acassuso s'estén només fins a la meitat.
Els seus límits són el Riu de la Plata (al nord-est), el carrer Gral. Pueyrredón (al sud-est), Av. Santa Fe (al sud-oest), i el carrer Roque Sáenz Peña (cap al nord-oest).
Limita amb les localitats de Martínez al sud-oest i amb San Isidro al nord-oest.
El punt històric del barri és l''Ombú de l'Esperança', a l'ombra del qual van conversar el Gral. José de Sant Martín i Juan Martín de Pueyrredón, al voltant de 1816, planejant la independència de l'Argentina.
L'Estació Acassuso del Tren Línia Mitre, ramal elèctric Retiro-Tigre va ser inaugurada el 1933, inicialment era una parada intermèdia entre les estacions de San Isidro i Martínez.
Acassuso també compta amb una estació de la línia Tren de la Costa, Estació Barrancas.

## Toponímia
El nom de la localitat es deu al biscaí Domingo de Acassuso, fundador de la capella en honor de sant Isidre el Llaurador a principis del s.XVIII.
La població d'Acassuso és de 12.842 habitants (Indec, 2001).

## Història
El 24 d'octubre de 1580, Juan de Garay va lliurar a Juan Ruiz de Ocaña una gran estancia que s'estenia sobre el marge del riu de les Petxines (actual riu de la Reconquesta) i abastava gran part dels actuals partidos de Sant Fernando, San Martín i San Isidro. Incloïa també les terres on molt després sorgiria Villa Adelina.
Als segles XVII, XVIII i XIX, les propietats que pertanyien a Ruiz de Ocaña van passar a les mans de successius descendents, entre ells una rebesneta que es va casar amb Juan Márquez, per la qual cosa les seves terres van passar a constituir la Chacra dels Márquez, lloc on van acampar les tropes de Santiago de Liniers durant la Reconquesta de Buenos Aires, el 1806.
Entre 1826 i 1830, van aparèixer nous noms com a propietaris de les terres de l'actual barri, com Matías López i Agustina Aramburu. Entre 1891 i 1905, Gregorio Rodríguez, P. Pérez, María Reyes i María A. Rodríguez van figurar com a propietaris de les parcel·les que, poc després, van formar part de la chacra del baró Emilio Bieckert, un industrial cervecer nascut a Alsàcia, França. Cap a 1900 l'empresa Ferrocarril Central Còrdova (FF.CC. General Belgrano després de l'nacionalització el 1947) va iniciar l'estesa de les seves vies.

## Reserva Ecològica Municipal
El Refugi Natural Educatiu de la Ribera Nord és una Reserva Natural Municipal d'aproximadament 10 ha, creada per l'Ordenança Municipal N° 6.541/88 que la protegeix a perpetuïtat. Està situada a Acassuso, partit de San Isidro, al nord-est de la província de Buenos Aires, en els marges del Riu de la Plata
L'Associació Ribera Nord assessora a la Municipalitat pel que fa a l'ús del Refugi des de principis de l'any 1994, a partir d'un conveni signat amb la Municipalitat de San Isidro.
Es va originar igual que les illes del Delta del Paraná, per deposició de sediments d'al·luvions rics en llim argilenc i sorra.
A l'àrea es distingeixen clarament cinc comunitats vegetals: la jonquera, els matolls de ribera, el salze, el 'pajonal' (que en el seu interior allotja una llacuna de grandària variable, aproximadament 1000 m² de superfície i 50 cm de profunditat) i la vegetació flotant. Existeix a més una sisena comunitat en formació que correspondria a un petit pasturatge i matoll xeròfil. Al Refugi s'han comptabilitzat al voltant de 250 espècies de plantes, en un 85 % autòctones.
Les aus conformen el grup de vertebrats més abundant i atractiu del lloc; s'han observat prop de 200 espècies, 57 de les quals nidifiquen a l'àrea.
La Reserva és banyada constantment per les crescudes del riu que, juntament amb les pluges, alimenten els cossos d'aigua permanents i transitoris. Depenent de la intensitat i permanència de la crescuda del riu i de les condicions meteorològiques, el corriol ha de ser moltes vegades reacondicionat i, durant aquests episodis, no es permet l'entrada dels visitants a la reserva. El camí artificial de 1.200 m de longitud, recorre el seu perímetre travessant tots els ambients naturals del lloc.
Pel fet de ser una reserva urbana, es destaca com a avantatge el lliure i fàcil accés per a les persones de la Ciutat de Buenos Aires i voltants (al voltant de 15 milions de persones que podrien accedir) i com a desavantatge el rebre els impactes d'aquestes àrees (acumulació de residus, deixalles de clavegueres i pluvials, contaminació sonora, invasió de plantes exòtiques).

## Parròquies de l'Església catòlica a Acassuso
| Diòcesi    | San Isidro                                   |
| ---------- | -------------------------------------------- |
| Parròquies | Niño Jesús de Praga, Santo Domingo de Guzmán |

## Mitjans de comunicació locals
Hi ha molts mitjans d'informació que cobreixen el districte i els seus barris, entre ells, Infobán: www.infoban.com.ar; Para Todos: www.periodicoparatodos.com.ar; i El Comercio: www.elcomercioonline.com.ar.